# Ma che film la vita
Ma che film la vita è un album dal vivo dei Nomadi, diciottesima pubblicazione del gruppo, che ne raccoglie gli ultimi live fatti con Augusto Daolio alla voce.

## Il disco
Si tratta del primo album pubblicato dal gruppo dopo la scomparsa del cantante e, infatti, viene a quest'ultimo dedicato; sul libretto interno al disco si può così leggere la dedica fatta dai Nomadi al loro compagno scomparso: 
(Beppe, Cico, Daniele, Elisa)
Il tour di supporto all'album Gente come noi, qui documentato, venne interrotto in agosto del 1992, a causa del peggioramento delle condizioni di salute del cantante. Il live raccoglie brani vecchi e recenti, molti contenuti nel disco Gente come noi uscito l'anno prima. Nel libretto sono contenuti pensieri, frasi, saluti al cantante, che scomparve ad ottobre. Il disco è considerato commovente da tutti i fan dei Nomadi, perché, nonostante il peggioramento delle condizioni di salute di Augusto Daolio, lo stesso continuava a tenere concerti con l'entusiasmo di sempre.

## Tracce
1. Il paese delle favole – 5:05 (testo: Romano Rossi – musica: Giuseppe Carletti e Romano Rossi)
2. C'è un re – 4:04 (testo: Augusto Daolio – musica: Giuseppe Carletti e Odoardo Veroli)
3. Ma che film la vita – 4:37 (testo: Augusto Daolio – musica: Giuseppe Carletti e Odoardo Veroli)
4. Suoni – 3:35 (testo: Carlo Alberto Contini – musica: Giuseppe Carletti)
5. Salvador (15 anni dopo) – 3:30 (Gisberto Cortesi)
6. Ricordati di Cico – 3:59 (Gisberto Cortesi)
7. Primavera di Praga – 3:16 (Francesco Guccini)
8. Mercanti e servi – 4:45 (testo: Augusto Daolio e Odoardo Veroli – musica: Giuseppe Carletti e Odoardo Veroli)
9. L'uomo di Monaco – 4:18 (testo: Romano Rossi e Christopher Dennis – musica: Giuseppe Carletti)
10. Un giorno insieme – 1:35 (testo: Luigi Albertelli e Claudio Fontana – musica: Roberto Soffici)
11. Auschwitz – 6:19 (Francesco Guccini)
12. Gli aironi neri – 4:42 (testo: Augusto Daolio – musica: Giuseppe Carletti e Odoardo Veroli)
13. Gordon – 4:07 (testo: Romano Rossi – musica: Giuseppe Carletti)
14. Canzone per un'amica – 4:42 (Francesco Guccini)
15. Dio è morto – 2:46 (Francesco Guccini)
16. Io vagabondo (medley con) Tedeum – 8:17 (testo: Alberto Salerno – musica: Damiano Nino Dattoli; Tedeum di Marc-Antoine Charpentier)

Durata totale: 69:37

## Formazione
- Augusto Daolio: Voce
- Beppe Carletti: Tastiere
- Cico Falzone: Chitarra
- Dante Pergreffi: Basso
- Daniele Campani: Batteria e percussioni